# 自言帖
《自言帖》為唐朝中期的知名書法家「草聖」張旭之作品，張旭傳世的作品有《古詩四帖》、《肚痛帖》、《自言帖》及楷書《郎官石記》等，自言帖為其代表作品之一。

## 自言帖原文
醉顛嘗自言意。始見公主擔夫爭道。又聞鼓吹而得筆法。及觀公孫大娘舞劍而得其神。自此見漢張芝草書入聖。甚復發顛興耳。
印記款識：有唐開元二年八月望。顛旭醉書。

## 作品由來
張旭性嗜酒，常於醉中以頭髮濡墨而書，故世稱「張顛」。
狂草作品《自言帖》中提到其書法靈感來自觀看公孫大娘及其弟子練劍時的姿態。張旭的《自言帖》云：「醉顛嘗自言，始見公主擔夫爭道，又聞鼓吹而得筆法，及觀公孫大娘舞劍而得其神。」（白話文：開始時，我聽說公主與挑夫爭著走路而悟得草書筆法的意境。後來觀公孫大娘舞劍而悟得草書筆法的神韻。）

## 評價
《自言帖》的筆勢雄偉奔放，意氣縱橫自如，能傳達張旭那種寄託懷抱，激發感情。
- 唐杜甫《飲中八仙歌》評價張旭與其作品：「張旭飲酒三杯後即揮毫作書，稱爲草聖。他常不拘小節，在王公貴戚面前脫帽露頂，揮筆疾書，若得神助，其書如雲煙之瀉於紙張。」[7][8]
- 唐韓愈《送高閑上人序》敘述張旭草書作品，是以情感为核心的表現過程。韓愈站在積極入世的儒家主義上肯定了張旭的書法：「張旭善寫草書不涉及其他技藝。喜怒、窘困、憂悲、愉悅、怨恨、思慕、酣醉、無聊、不平，每有心領神會，必以草書抒發出來。看到山水崖谷、鳥獸蟲魚、草木花果、日月星辰、風雨雷電、歌舞戰鬥等天地間的萬千變化，不管喜或驚，皆以草書來表現其情感。所以張旭的書法神出鬼沒而變幻莫測。」[9]